# Prometopus inassueta
Prometopus inassueta är en fjärilsart som beskrevs av Achille Guenée 1852. Prometopus inassueta ingår i släktet Prometopus och familjen nattflyn. Inga underarter finns listade i Catalogue of Life.